# Ponginae
Ponginae là một phân họ trong họ Người (hominidae). Phân họ này từng được xếp vào họ Pongidae (Pilbeam, 1977) mà nay là tên đồng nghĩa của họ Người.

## Các chi
Phân họ này gồm một số chi, nhưng chỉ có một chi còn sinh tồn là đười ươi:

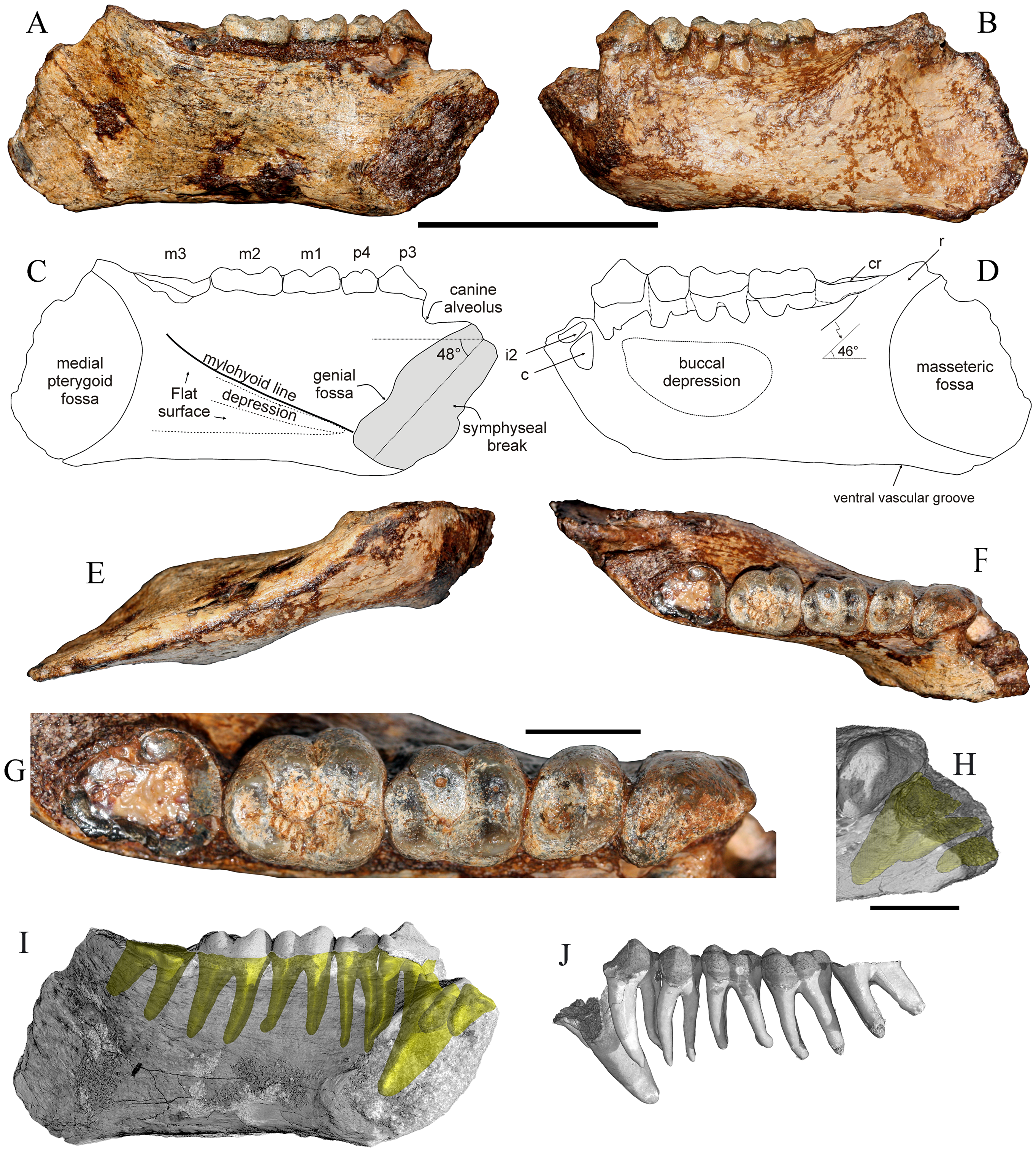
Mẫu hàm dưới của Khoratpithecus ayeyarwadyensis

- †Ankarapithecus[2]
- †Gigantopithecus[2]
- †?Griphopithecus[2]
- Pongo (đười ươi)
- †Khoratpithecus
- †Lufengpithecus
- †Ouranopithecus
- †Sivapithecus[2]

## Hình ảnh

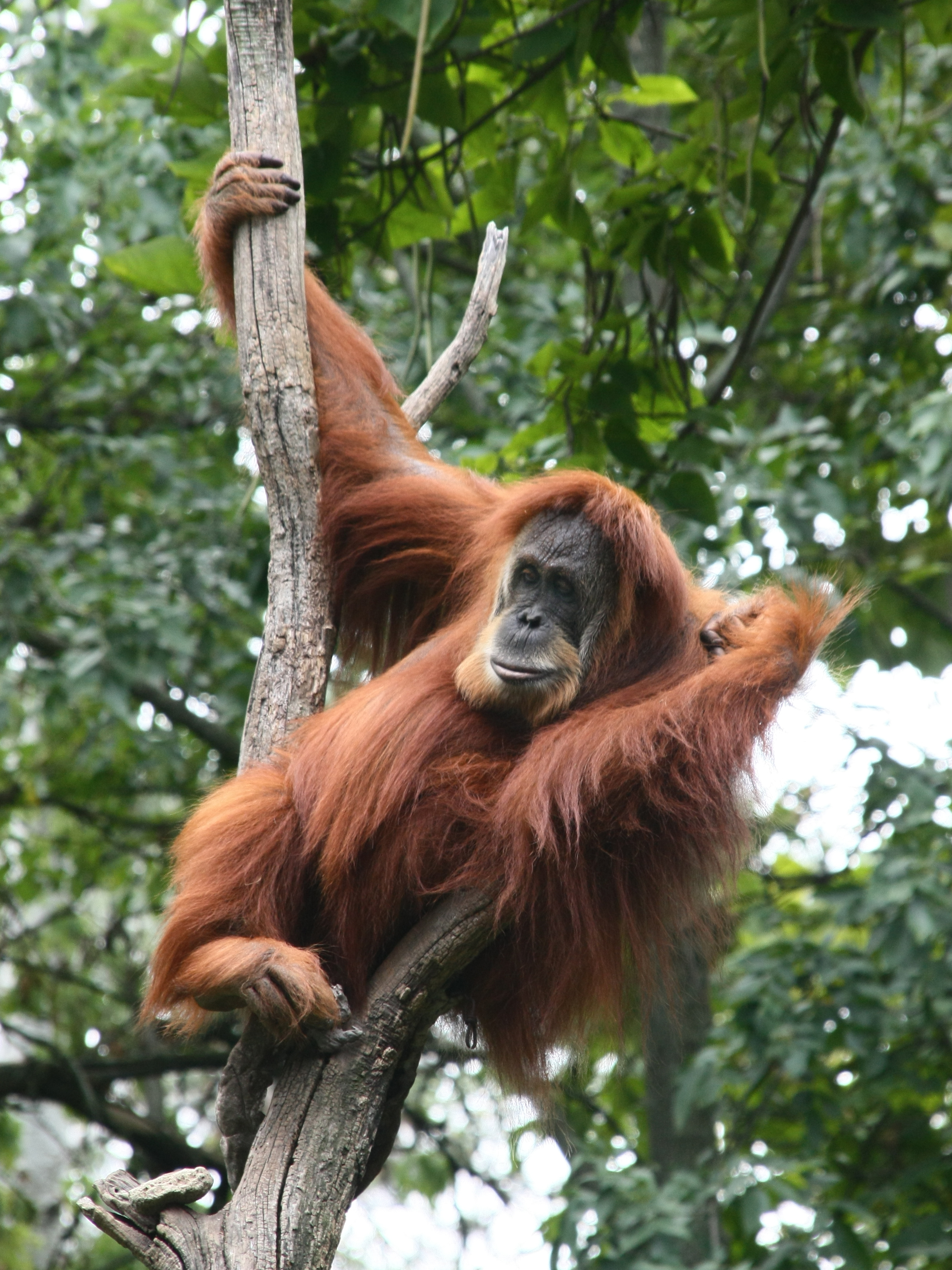
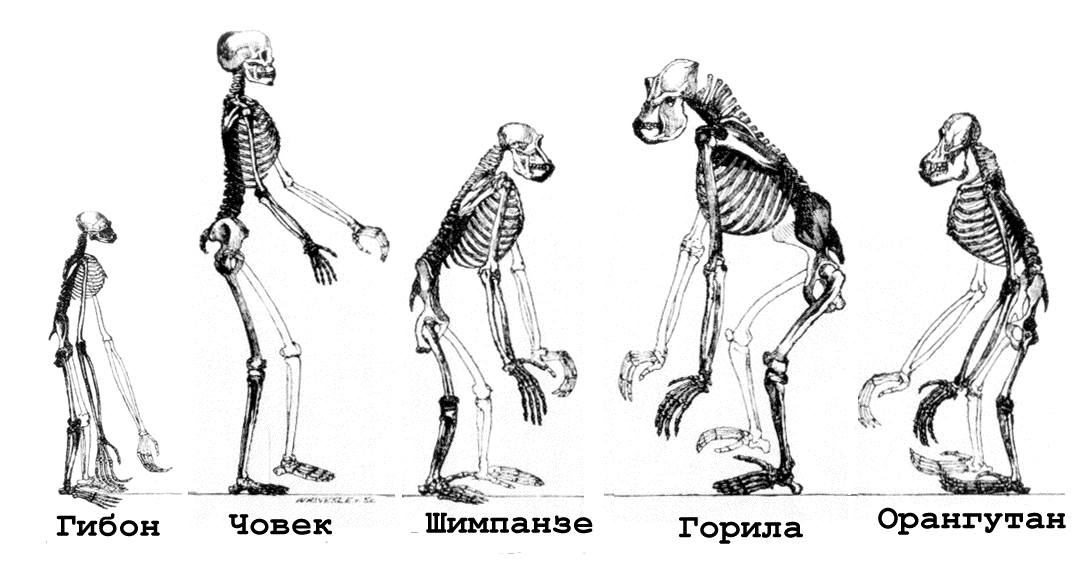
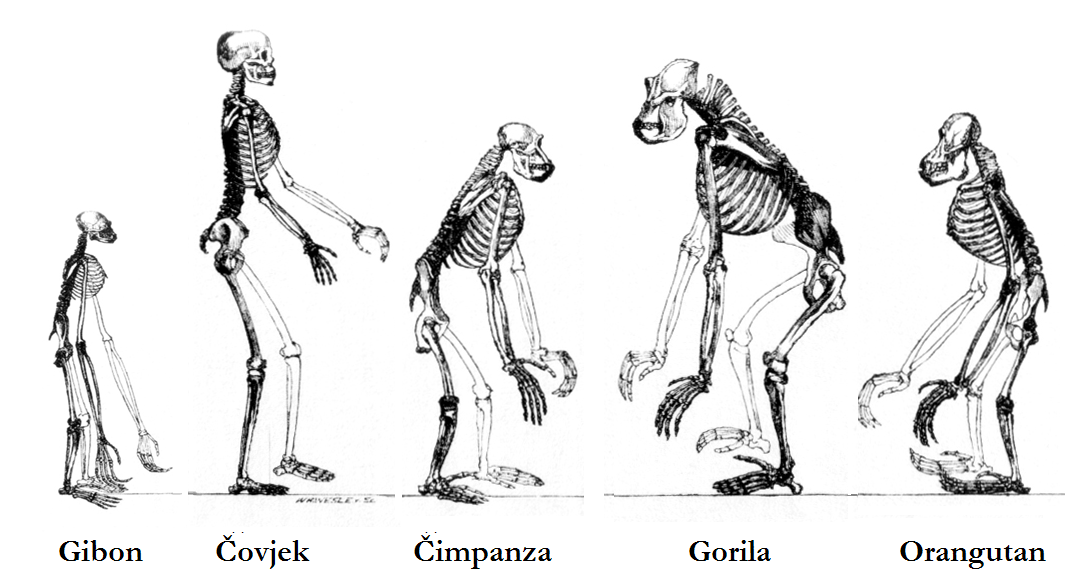
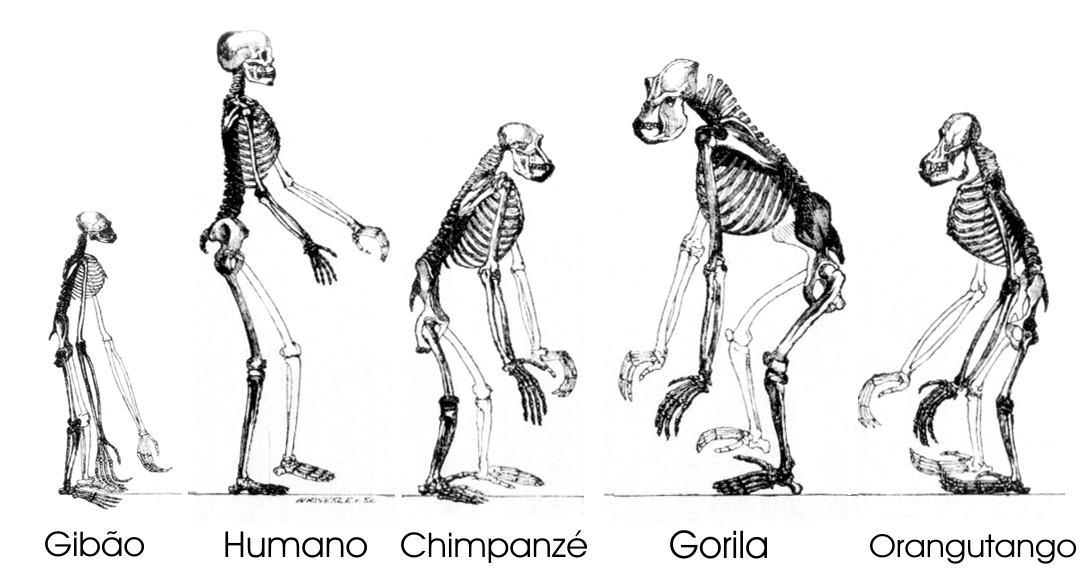